# Mynämäki
Mynämäki este o comună din Finlanda.